# نوما دومزويني
نوما دومزويني (مواليد 28 يوليو 1969)  هي ممثلة بريطانية. في عام 2006 ، حصلت على جائزة أوليفييه عن دورها في فيلم A Raisin in the Sun..

## الحياة الشخصية
ولدت دومزويني في إسواتيني لأبوين من جنوب إفريقيا ، وعاشت في بوتسوانا وكينيا وأوغندا . وصلت إلى إنجلترا كلاجئة في 17 مايو 1977 مع شقيقتها ووالدتها. عاشت لأول مرة في فيليكسستو ، سوفولك ، حيث تلقت تعليمها ،  قبل أن تنتقل إلى لندن . لديها ابنة ، قيفا ، ولدت عام 2007. 

## روابط خارجية
- [http://www.imdb.com/name/nm1282920/ Noma Dumezweni

] في قاعدة بيانات الأفلام على الإنترنت